# Ancien abri du marin (Douarnenez)
Pour les articles homonymes, voir Ancien abri du marin.
L'ancien abri du marin, est un bâtiment, situé dans le département français du Finistère, sur la commune de Douarnenez, édifié à la pointe du Rosmeur, il surplombe le port de pêche.
L'abri du marin est dédié à l'aide aux marins pêcheurs, "prolétariat de la mer", au début du 20e siècle, il a été ensuite le siège de la revue Chasse-Marée.
Les façades et toitures de l'édifice sont inscrites au titre des monuments historiques par arrêté du 27 octobre 2007,. L'abri du marin est un élément du patrimoine maritime du port de Douarnenez.

## Historique

### l'Œuvre des Abris du Marin
En 1900, Douarnenez  est le port sardinier le  plus important de la côte cornouaillaise : 5 600 pêcheurs  fournissent les 26 conserveries industrielles.
Jacques de Thézac se consacre à l’amélioration des conditions d’existence des gens de mer. Éduquer les marins, améliorer leurs conditions de vie et les détourner de l’alcool. Il fonde l'Œuvre des Abris du Marin. Il fait construire douze abris sur des plans de René Darde.
L'abri de Douarnenez a été construit en 1912. Il présente en façade des fenêtres dérivées des modèles de l'Abris de Roscoff (1909) et de l'Abris de Sainte-Marine (1910). Par sa position dominante et sa couleur rose caractéristique, il est aisément repérable par les pêcheurs depuis le port, mais il l'est également dans le tissu urbain de l’époque et d’aujourd’hui
Jacques de Thézac conçoit le projet  d'offrir aux pêcheurs « des endroits sains, bien chauffés, confortablement aménagés », des lieux de réunion et d'éducation inspirés des  sailor's homes britanniques et des  maisons des marins des grands ports de  commerce.
Les abris, sont « reconnaissables depuis la mer à leur crépi rose et à leur style néogothique, on y trouvait, au rez-de-chaussée, outre le logement du gardien et de sa famille, une grande salle dans laquelle étaient donnés des cours de perfectionnement en navigation et des conférences. On pouvait aussi s’y détendre, tout simplement. À l’étage : une bibliothèque, un dispensaire et un dortoir. À l’extérieur, un atelier de réparation de la vergue ou de l’aviron, de ramandage des filets et de tannage des voiles et des palangres ».

Abri du marin de Douarnenez

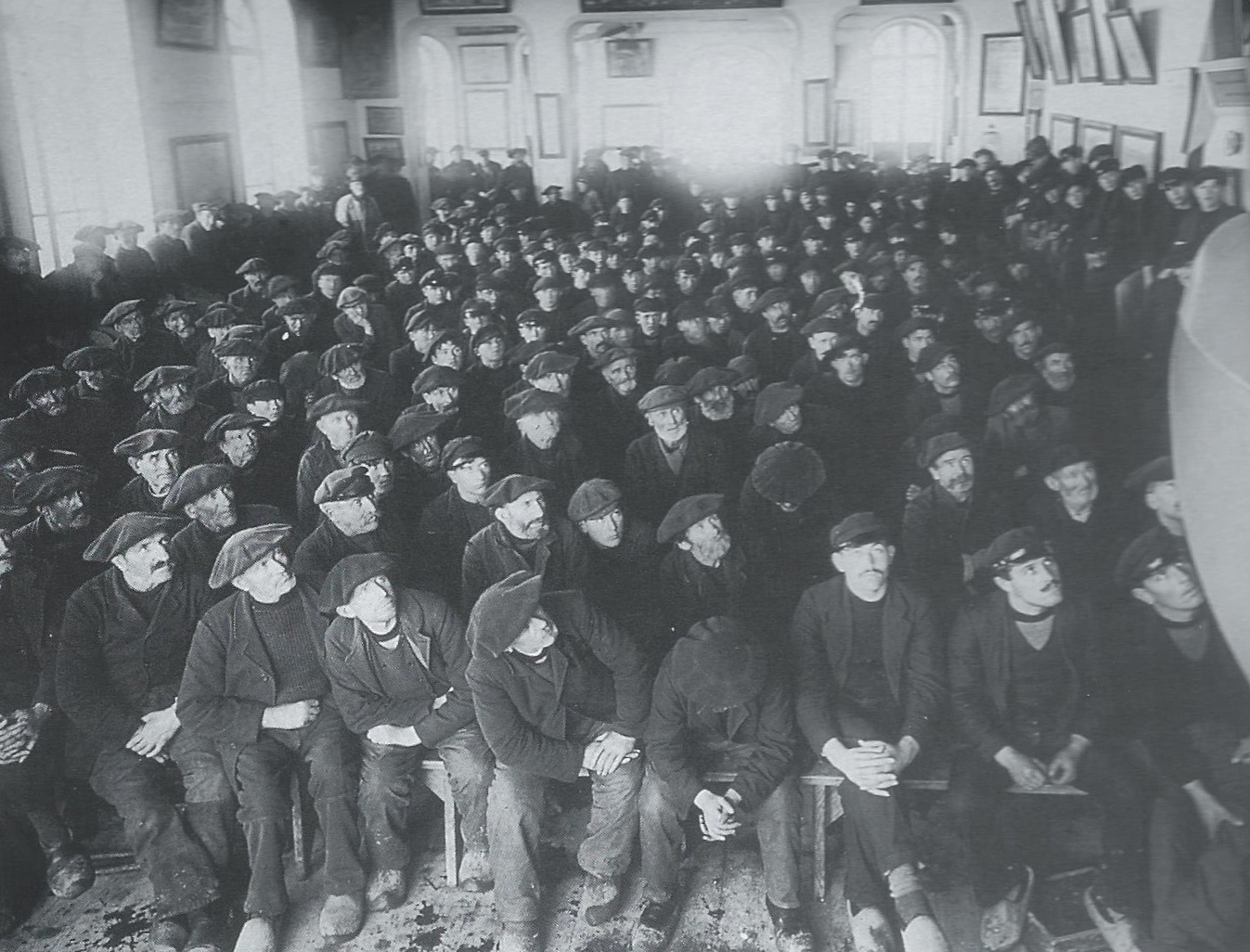
Conférence à l'Abri du marin de Douarnenez en 1919 (photographie Jacques de Thézac)

.

### Autres utilisations
Au cours de la Première Guerre mondiale, l'Abri est réquisitionné par l'armée. Il abrita une unité du 151e régiment d'infanterie. Il est rendu à son usage civil en 1917.
Après 1936, le rôle de l’Abri du marin évolue : permanences de « résidentes sociales », cours d’enseignement ménager, consultations des nourrissons, paiement des allocations aux veuves de marins...
Dans les années 1950, l’Abri est moins fréquenté et sert de refuge aux anciens. Le repas des anciens marins y est organisé chaque année.
Le 11 novembre 1962, le Billard Club Douarneniste (Douarnenez Sport Billard maintenant) se charge d’organiser le 1er championnat de France professionnel au cadre 71/2 à « L’Abri du Marin ». Rolland Dufetelle l’emporte devant Jean Marty, qui bat le record du monde de la série, et Constant Cote

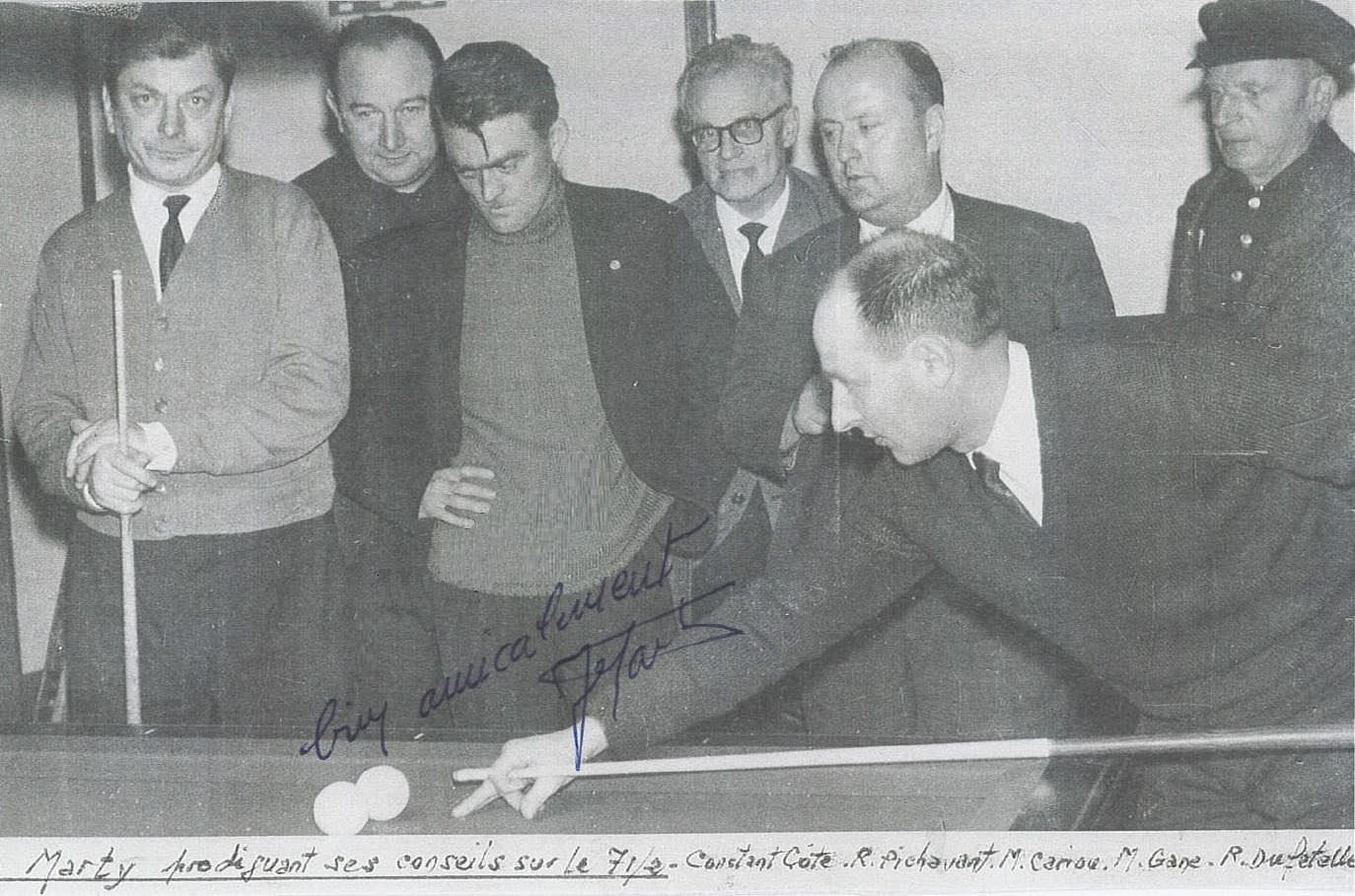
1er championnat de France professionnel de billard français au Cadre 71/2 à l'abri du marin de Douarnenez.

L'abri du marin ferme en 1973 et il est vendu à la commune de Douarnenez en 1974.
Au fil des ans, le bâtiment devient le point de référence du patrimoine maritime en France, L'Abri du marin abrite de 1981 jusqu'au printemps 2018 les éditeurs de la revue Chasse-Marée. La revue ArMen s'y installe en 1986 jusqu'en 2003.

### Projets culturels
Les travaux de déconstruction intérieure, entrepris en 2018 dans l’ancien abri du marin pour y loger la première exposition de La Maison des Lumières, lui redonne ses volumes d’origine à temps pour les Fêtes maritimes de Douarnenez. L’exposition-pop "Rendez-nous les Lumières" reçoit 4 000 visiteurs et donne un aperçu de l'offre culturelle à construire. Une opposition et un doute se font jour dès les prémices du projet : la nouvelle propriétaire « ne cherche qu’à racheter à bon prix des friches patrimoniales afin de les réhabiliter et opérer une culbute financière à leur revente »,,.
En 2019, Stéphanie Stein met fin à son projet de "maison des lumières" et met l'accent sur le lieu même, l’Abri du marin. « Je veux valoriser l’endroit, travailler avec des gens sincères, d’ici ou d’ailleurs, construire quelque chose qui ait du sens par rapport à l’histoire du lieu ».
L'Abri du marin, racheté fin 2018, 290 000 € par Stéphanie Stein avocate d'affaires parisienne, est remis en vente en 2021 à près d’un million d’euros. L’annonce cause un certain émoi lié aux promesses initiales basées sur un projet culturel et à la recherche d'une plus value importante et rapide à la revente,.
À la suite des réactions et d'une pétition pétition ayant recueilli 25 000 signatures, Stéphanie Stein retire la mise en vente et se dit prête à discuter avec la Ville de l’avenir du bâtiment,. Sans autre projet envisagé, l'abri du marin est remis en vente fin 2022.

### Projet immobilier
En octobre 2022, c'est la fin confirmée de tout projet culturel en association avec la ville, le Groupe Cir, promoteur immobilier bordelais spécialisé dans le patrimoine et le bâti ancien envisage de construire neuf appartements haut de gamme à l’Abri du marin. Pour  des  prix de 6 600 à 8 000 € le m2, pour des surfaces allant de 28,5 m2 à 75,6 m2. « La Maison du marin de Douarnenez se distingue comme la plus importante et la plus achevée sur le plan esthétique, avec des références néogothiques telles un fronton à accolade et des fenêtres lancéolées. Elle est inscrite au titre des monuments historiques pour ses façades et ses toitures. Les éléments d’intérêt patrimonial seront préservés:inscriptions sur le fronton et le pignon, escalier métallique hélicoïdal, arcades ouvertes… ». Au cours du premier trimestre 2025, dans un premier temps à la suite de la fin du chantier, des locataires devraient s’installer dans les neuf logements aménagés,.

### Protestation contre la fin d'un bien commun
La pétition « L’abri du marin de Douarnenez doit redevenir un bien commun d’utilité collective », enregistre de nouvelles signatures et un rassemblement de protestation est organisé dans la ville début novembre 2022. À sa clôture, la pétition a recueilli 30 000 signatures, elle a été remise à la maire qui n'a pas pu faire jouer le droit de préemption sur ce symbole ouvrier au prix du marché de près d'un million d'euros,,.

### Début des travaux
En juin 2023, les travaux ont démarré à l’Abri du Marin pour le projet immobilier qui fait débat dans la ville. Le Conservatoire régionale des Monuments historiques a délivré plusieurs prescriptions sur la maçonnerie, les menuiseries extérieures et couvertures auxquelles le projet devra se conformer. À l’issue du chantier, comme pour tout monument historique inscrit, l’Architecte des bâtiments de France (ABF) délivrera un « certificat de conformité »,. Le 27 juillet, un début d’incendie se déclare, des fumées s’échappent de la toiture. Les pompiers maîtrisent ce début d’incendie après une heure d’intervention environ.